# Bullowanthura pambula
Bullowanthura pambula är en kräftdjursart som beskrevs av Gary C.B. Poore 1978. Bullowanthura pambula ingår i släktet Bullowanthura och familjen Leptanthuridae. Inga underarter finns listade i Catalogue of Life.